# Stormlord
Stormlord — итальянская метал-группа, соединяющая в своей музыке элементы блэк-метал, пауэр-метал и мелодик-дэт-метала. Вот что сказал по этому поводу Франческо Буччи, бас-гитарист и автор лирики группы:
Мы называем нашу музыку «extreme epic metal». Это очень специфический стиль, мы взяли некоторые моменты из black metal, что-то из death metal (Bolt Thrower наши боги ! ), эпического металла, power-speed metal и thrash. И мы сыграли это все настолько быстро...

## История
Свою историю римская группа Stormlord ведет с 1991 года. Тогда она являла собой трио, исполнявшее death/black metal. Постепенно, вместе со сменами состава, менялся и стиль группы. Музыка этих итальянцев становилась все более эпичной, появляются элементы симфо-блэка и трэша. Тематика их текстов основана на древнеримской мифологии, а также на творчестве поэтов и писателей разных эпох. Так, за основу одного из главных хитов группы — «I Am Legend», — взята одноименная книга Ричарда Матесона. В основном лирика группы принадлежит перу басиста, Франческо Буччи (Francesco Bucci). Музыка же, начиная с At The Gates Of Utopia (2001), пишется совместно всеми участниками группы. На данный момент стиль группы можно охарактеризовать как очень эпичный melodic death metal с элементами black и thrash. Сами участники команды определяют свою стилистику как Extreme Epic Metal. Надо отметить тот момент, что одна из смен состава принесла за особой особенно ярко выраженные последствия. Так, в 2001 году одним из гитаристов Stormlord стал Джанпаоло Каприно (Gianpaolo Caprino). В его лице группа получила не только талантливого гитариста, но и клавишника (теперь на всех альбомах клавишные партии записывает именно Джанпаоло, и лишь на концертах требуется сессионный музыкант). Несомненно, глубокий, низкий бэк-вокал в исполнении Каприно также привнес новые, яркие черты в музыку команды.

## Состав

### Настоящий состав
- Кристиано Борчи (Cristiano Borchi) (род. 1974) — скриминг, гроулинг (до 1996 года — также бас-гитара);
- Джанпаоло Каприно (Gianpaolo Caprino) — гитара, чистый вокал, клавишные;
- Андреа Анджелини (Andrea Angelini) — гитара;
- Франческо Буччи (Francesco Bucci) — бас-гитара;
- Маурицио Париотти (Maurizio Pariotti) — клавишные (только на концертах);
- Давид Фолчитто (David Folchitto) — ударные.

### Бывшие участники
- Claudio Di Carlo — гитара (1991—1994)
- Riccardo Montanari — ударные (1991—1994)
- Andrea Cacciotti — гитара (1993—1995)
- Dario Maurizi — гитара (1995)
- Gabriele Valerio — ударные (1995)
- Fabrizio Cariani — клавишные (1995—1999)
- Marcello Baragona — ударные (1995—1999)
- Dux Tenebrarum — гитара (1997)
- Raffaella Grifoni — женский вокал (1997)
- Simone Scazzocchio — клавишные
- Luca Bellanova — клавишные

## Дискография

### Номерные альбомы
| Название               | Год выпуска | Лейбл              |
| ---------------------- | ----------- | ------------------ |
| Supreme Art of War     | 1999        | Scarlet Records    |
| At the Gates of Utopia | 2001        | Scarlet Records    |
| The Gorgon Cult        | 2004        | Scarlet Records    |
| Mare Nostrum           | 2008        | Locomotive Records |
| Hesperia               | 2013        | TrollZorn          |
| Far                    | 2019        | Scarlet Records    |

### Демо,синглы,сборникииDVD
| Название                                              | Год выпуска | Лейбл              | Примечания                                   |
| ----------------------------------------------------- | ----------- | ------------------ | -------------------------------------------- |
| Demo 1992                                             | 1992        | силами группы      | демо                                         |
| Black Knight                                          | 1993        | силами группы      | демо                                         |
| Under The Sign Of The Sword                           | 1997        | Scarlet Records    | Мини-альбом                                  |
| Promo 1997                                            | 1997        | силами группы      | промо                                        |
| Where My Spirit Forever Shall Be                      | 1998        | Scarlet Records    | Мини-альбом с альбома Supreme Art Of War     |
| The Curse Of Medusa                                   | 2001        | Scarlet Records    | Мини-альбом с альбома At The Gates Of Utopia |
| The Battle of Quebec City: Live in Canada             | 2007        | Scarlet Records    | Концертный DVD                               |
| The Legacy Of Medusa — 17 Years of Extreme Epic Metal | 2008        | Locomotive Records | Сборник                                      |